# Macrocentrum anfractum
Macrocentrum anfractum är en tvåhjärtbladig växtart som beskrevs av John Julius Wurdack. Macrocentrum anfractum ingår i släktet Macrocentrum och familjen Melastomataceae. Inga underarter finns listade i Catalogue of Life.